# 大分県道537号湯平温泉線
大分県道537号湯平温泉線（おおいたけんどう537ごう ゆのひらおんせんせん）は、大分県玖珠郡九重町から由布市に至る一般県道である。

## 概要
玖珠郡九重町大字田野から湯平温泉を経て、由布市湯布院町下湯平に至る。湯平温泉へのアクセス路として、また、大分市方面から大分県道・熊本県道11号別府一の宮線（やまなみハイウェイ）へのバイパスとして利用される。

### 路線データ
- 起点：大分県玖珠郡九重町大字田野[1]（大分県道・熊本県道11号別府一の宮線交点）
- 終点：大分県由布市湯布院町大字下湯平[2]（国道210号交点）

## 歴史
- 1973年（昭和48年）4月2日 - 大分県告示第250号により湯平温泉線として路線認定[3]。
- 1981年（昭和56年）3月30日 - 大分湯の平有料道路開通。
- 2002年（平成14年）12月1日 - 大分湯の平有料道路が無料開放[4]。

## 路線状況

### 道路施設

#### 橋梁
- 湯平大橋（大分川、由布市）

## 地理
大分県道・熊本県道11号別府一の宮線（やまなみハイウェイ）から分岐する。花合野川（かごのがわ）に沿って細長く延びる温泉地を取り巻くように回り込み、湯平温泉の入口を過ぎる。大分川支流の花合野川沿いを通過し、由布市に入ると赤いトラス橋の湯平大橋が架かり、大分川を超え、終点で由布市湯布院町下湯平で国道210号に接続する。終点までの約800 mの区間は、1981年（昭和56年）3月30日に開通した大分湯の平有料道路（おおいたゆのひらゆうりょうどうろ）であったが、2002年（平成14年）12月1日に無料開放されている。この旧有料区間が完成するまでの旧道は、現在の終点よりも大分市寄りのJR九州久大本線湯平駅付近の国道210号が終点だった。

### 通過する自治体
- 玖珠郡九重町
- 由布市

### 交差する道路
| 交差する道路                                            | 市町村名 | 市町村名 | 交差する場所   | 交差する場所 |
| ------------------------------------------------------- | -------- | -------- | -------------- | ------------ |
| 大分県道・熊本県道11号別府一の宮線 / やまなみハイウェイ | 玖珠郡   | 九重町   | 大字田野       | 起点         |
| 国道210号                                               | 由布市   | 由布市   | 湯布院町下湯平 | 終点         |

### 沿線
- 湯平温泉